# Liste des communes de la Vallée d'Aoste
- Haut – A
- B
- C
- D
- E
- F
- G
- H
- I
- J
- K
- L
- M
- N
- O
- P
- Q
- R
- S
- T
- U
- V
- W
- X
- Y
- Z

## A
- Allein
- Antey-Saint-André
- Aoste
- Arnad
- Arvier
- Avise
- Ayas
- Aymavilles

## B
- Bard
- Bionaz
- Brissogne
- Brusson

## C
- Challand-Saint-Anselme
- Challand-Saint-Victor
- Chambave
- Chamois
- Champdepraz
- Champorcher
- Charvensod
- Châtillon
- Cogne
- Courmayeur

## D
- Donnas
- Doues

## E
- Émarèse
- Étroubles

## F
- Fénis
- Fontainemore

## G
- Gaby
- Gignod
- Gressan
- Gressoney-La-Trinité
- Gressoney-Saint-Jean

## H
- Hône

## I
- Introd
- Issime
- Issogne

## J
- Jovençan

## L
- La Magdeleine
- La Salle
- La Thuile
- Lillianes

## M
- Montjovet
- Morgex

## N
- Nus

## O
- Ollomont
- Oyace

## P
- Perloz
- Pollein
- Pontboset
- Pontey
- Pont-Saint-Martin
- Pré-Saint-Didier

## Q
- Quart

## R
- Rhêmes-Notre-Dame
- Rhêmes-Saint-Georges
- Roisan

## S
- Saint-Christophe
- Saint-Denis
- Saint-Marcel
- Saint-Nicolas
- Saint-Oyen
- Saint-Pierre
- Saint-Rhémy-en-Bosses
- Saint-Vincent
- Sarre

## T
- Torgnon

## V
- Valgrisenche
- Valpelline
- Valsavarenche
- Valtournenche
- Verrayes
- Verrès
- Villeneuve